# Ole Stenen
Ole Stenen   (Øyer, 29 d'agost de 1903 - Oslo, 23 d'abril de 1975) va ser un esquiador noruec, especialista en combinada nòrdica i esquí de fons, que va competir durant les dècades de 1920 i 1930.
El 1932 va prendre part en els Jocs Olímpics de Lake Placid, on guanyà la medalla de plata en la prova de la combinada nòrdica. En aquests mateixos Jocs fou vuitè en els 18 quilòmetres i abandonà en els 50 quilòmetres del programa d'esquí de fons.
En el seu palmarès també destaquen dues medalles al Campionat del Món d'esquí nòrdic, l'or el 1931 en 50 quilòmetres d'esquí de fons i la plata en combinada nòrdica el 1929 respectivament. El 1928 va participar en els Jocs de Sankt Moritz, on va guanyar la medalla d'or en la competició de la patrulla militar, un esport de demostració precursor del biatló.
Per tots aquests èxits va ser recompensat el 1931, juntament amb el seu compatriota Hans Vinjarengen, amb la medalla Holmenkollen.